# 남동구보건소
인천광역시 남동구 소래로 633에 있는 남동구보건소이다. 남동구청 건물이 인접한다.

## 개요

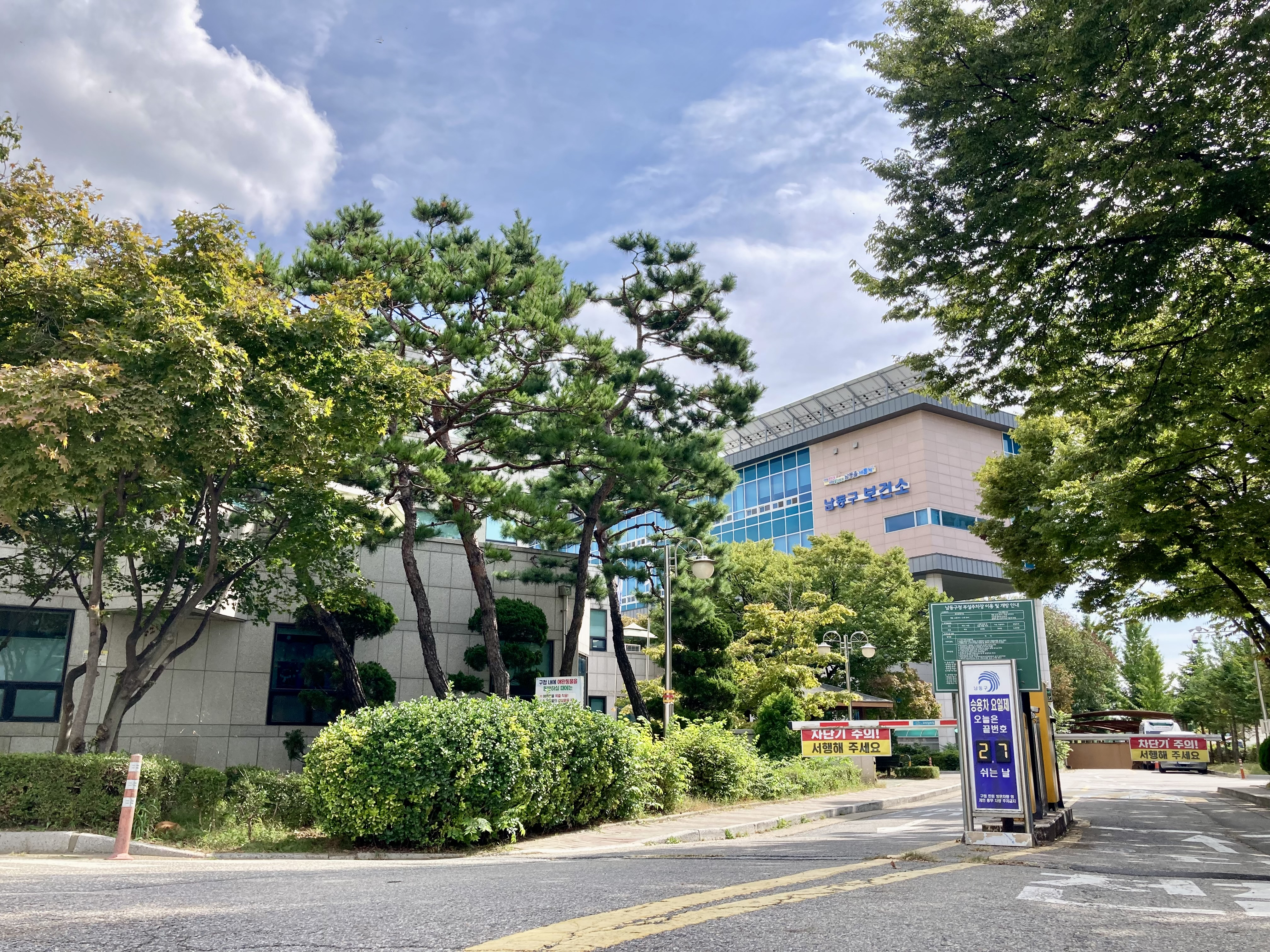
인천광역시 남동구 소래로 633에 위치한 남동보건소 입구, 남동구청과 인접해 있음.

2012년 남동구 현 위치 새 보건소 위치가 완공되어 현재까지 인천광역시 남동구 소래로 633에 위치하고 있다. 한방과가 있어 남동구 구민, 어르신들의 건강 관리에 최선을 다하고 있다.
남동구청, 남동구의회 건물과 연계되어 있고, 주차시설도 완비되어 있다. 주차시설이 큰 편이지만 여러 시설건물과 함께 있다보니 주차가 만차인 경우가 많다. 토요일, 휴무일에도 당직의료기관 및 당번약국을 지정 운영하는 과정과 금연클리닉이 운영되고 있다. 감염병 및 소독 방역 업무도 담당하며, 질병관리팀, 결핵 등을 관찰 진료 등을 통해 지역보건에 이바지 하고 있다.
남동장애인복지관, 평생학습관 등이 인접해 있다.
- 도로명주소 : 인천광역시 남동구 소래로 633
- 지번주소 : 인천광역시 남동구 만수동 1008 (남동구청)

- 전화번호 : 032-464-4001

## 시설

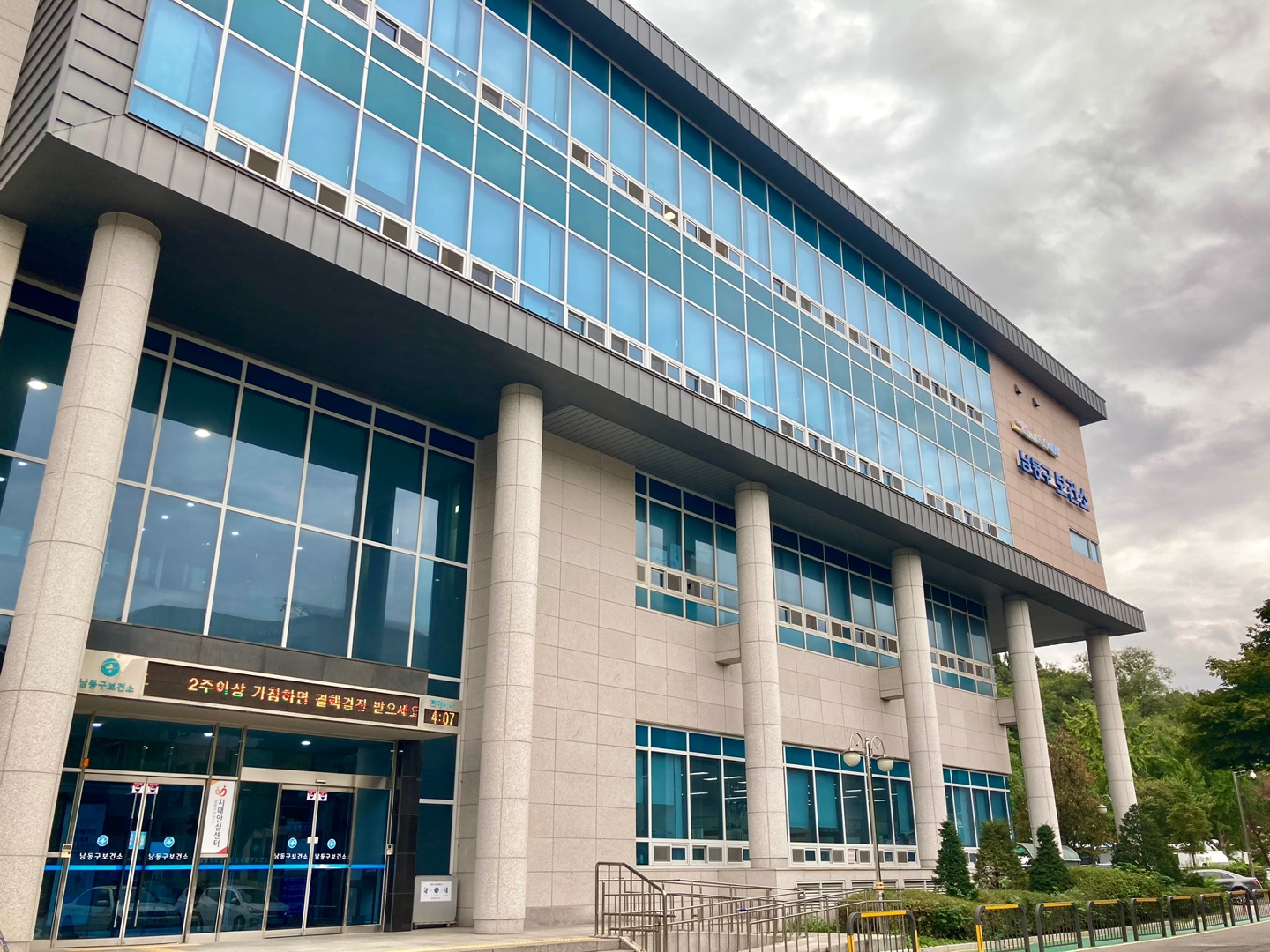
남동구보건소 건물

연면적 5,196.45㎡ 규모로 지하 1층, 지상 4층으로 보건소 청사를 신축하고 엑스선골밀도측정기, 디지털방사선촬영기, 결핵검사용무균상장 등 의료 장비를 대폭 확충 되었다. 구민에게 질높은 서비스로 보건서비스를 운영중이며, 현재까지 운영중이다. 시설로 현재 남동구 전체의 병원, 의원의 응급상황 및 문여는 병원을 관리한다. 코로나시기 선별소를 운영하기도 하였고 2024년 현재는 간이 선별소만 남아있다.
층별안내
- 1F : 한방치료실, 수유실, 예방접종 및 소아진료실, 민원실
- 2F : 물리치료실, 방사선실, 결핵실, 검사실
- 3F : 운동처방실, 질병관리팀, 방문보건실, 치과실, 구강보건실, 영양플러스실, 금연상담실, 치매안심센터
- 4F : 치매정신건강과, 소장실, 식품위생과, 건강증진과, 보건행정과

주차

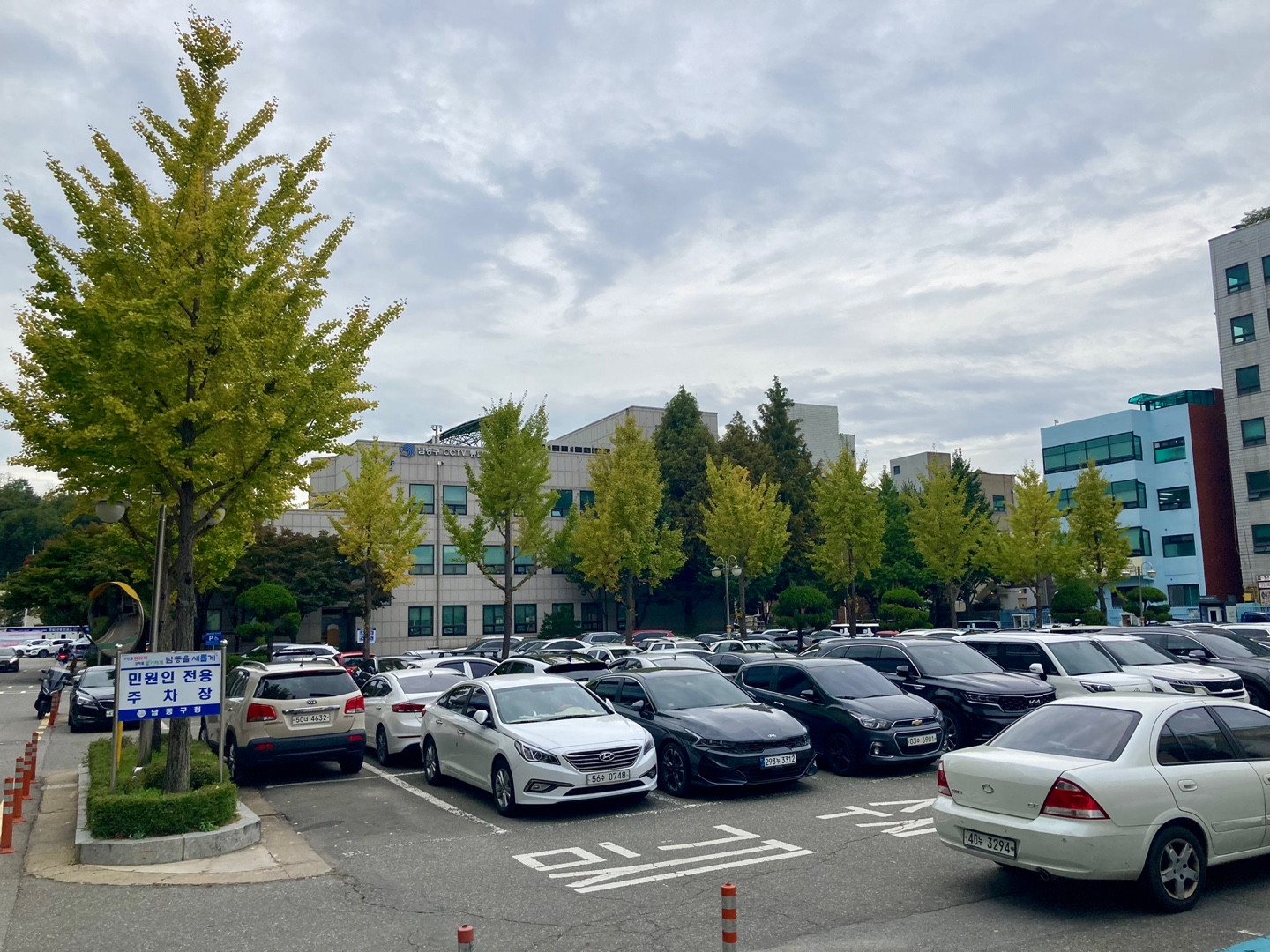
남동보건소, 남동구청 주차장

주차장의 경우, 남동구청과 함께 사용하며 지하, 지상층 모두 존재 한다.